# Solana de Rioalmar
Solana de Rioalmar község Spanyolországban, Ávila tartományban. Solana de Rioalmar San García de Ingelmos, Mirueña de los Infanzones, Herreros de Suso, El Parral, Grandes y San Martín, Muñico, Cillán és Chamartín községekkel határos. Lakosainak száma 138 fő (2024).

## Népesség
A település népessége az utóbbi években az alábbiak szerint változott:
| Lakosok száma | 291  | 263  | 256  | 244  | 217  | 191  | 174  | 159  | 145  | 138  |
|               | 2001 | 2004 | 2006 | 2009 | 2011 | 2014 | 2016 | 2019 | 2021 | 2024 |